# Lichtenfels (Bavière)
Pour les articles homonymes, voir Lichtenfels.
Lichtenfels est une ville de Bavière (Allemagne), située dans l'arrondissement de Lichtenfels, dans le district de Haute-Franconie. Lichtenfels est jumelée à Cournon-d'Auvergne (Puy-de-Dôme, France) depuis 1992.

## Histoire

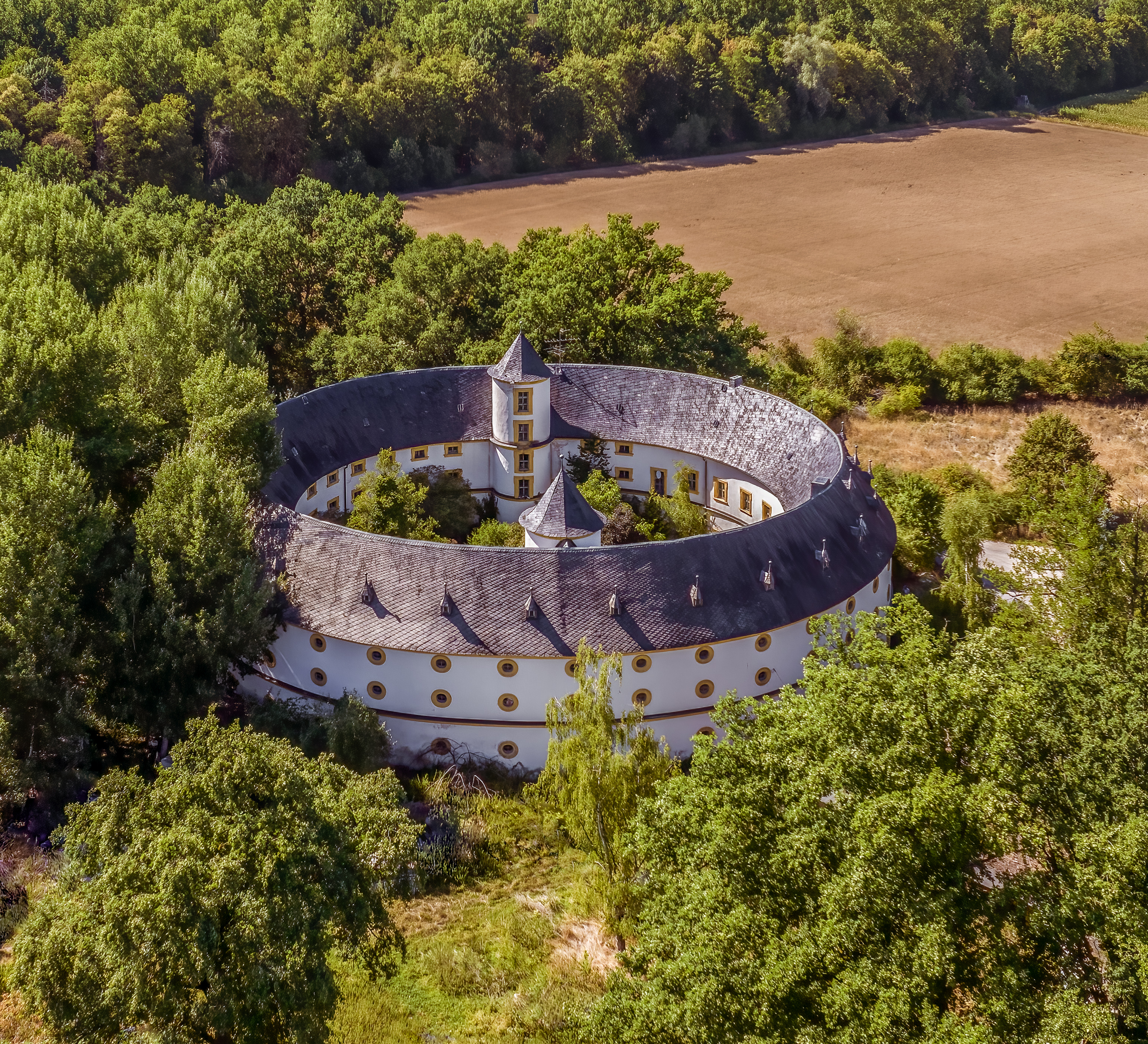
Le domaine de Nassanger à Lichtenfels. Aout 2022.

| Appartenances historiques Principauté épiscopale de Bamberg 1248–1802 Électorat de Bavière 1802–1806 Royaume de Bavière 1806–1918 République de Weimar 1918–1933 Reich allemand 1933–1945 Allemagne occupée 1945–1949 Allemagne 1949–présent |